# Karl Friedrich Bauer (Generalleutnant)
Karl Friedrich Bauer (russisch Карл Фёдорович Бауэр; * 1762; † 8. Junijul. / 20. Juni 1812greg. in Sankt Petersburg) war ein russischer Generalleutnant.

## Leben
Karl Friedrich Bauer war ein Sohn von Friedrich Wilhelm Bauer (1731–1783). Er besuchte des Collegium Carolinum in Kassel und bestritt eine Offizierslaufbahn in der Kaiserlich Russischen Armee. Bereits 1778 stand er als Fateur im Preobraschenski Leib-Garderegiment. 1787 war er Oberstleutnant der Armee. Als solcher meldete er 1788 für Fürst Potjomkin die Einnahme von Otschakow nach St. Petersburg. Bauer avancierte am 16. Dezember 1788 zum Oberst eines Kavallerie-Regiments. Wenig später fand er in gleicher Stellung im Grenadier-Regiment in Ekaterinoslaw Verwendung. Am 27. April 1789 wurde Bauer mit dem St.-Georgs-Orden IV. Klasse ausgezeichnet. Er stieg am 2. September 1793 zum Brigadier auf. 1794 wurde er Patron der deutsch-reformierten Gemeinde in St. Petersburg. Am 29. November 1796 wurde er Chef eines Husaren-Regiments, das fortan seinen Namen „Bauer“ trug. Seine Beförderung zum Generalmajor erfolgte am 3. Januar 1798. Am 20. Februar 1799 erhielt er den St.-Anna-Orden I. Klasse und am 19. November 1799 den Johanniter-Orden. Bauer war 1799 Generalleutnant. Im Jahr 1800 hatte er Stationen bei der Kavallerie in Brest und der Ukraine. Während eines einjährigen Urlaubs hat Bauer am 29. März 1806 seinen Abschied erhalten. Am 14. April 1811 wurde er à la suite der Armee gestellt und war ab 12. Oktober 1811 Chef der I. Division des Reservatendepots.